# Edmund Batthyány-Strattmann

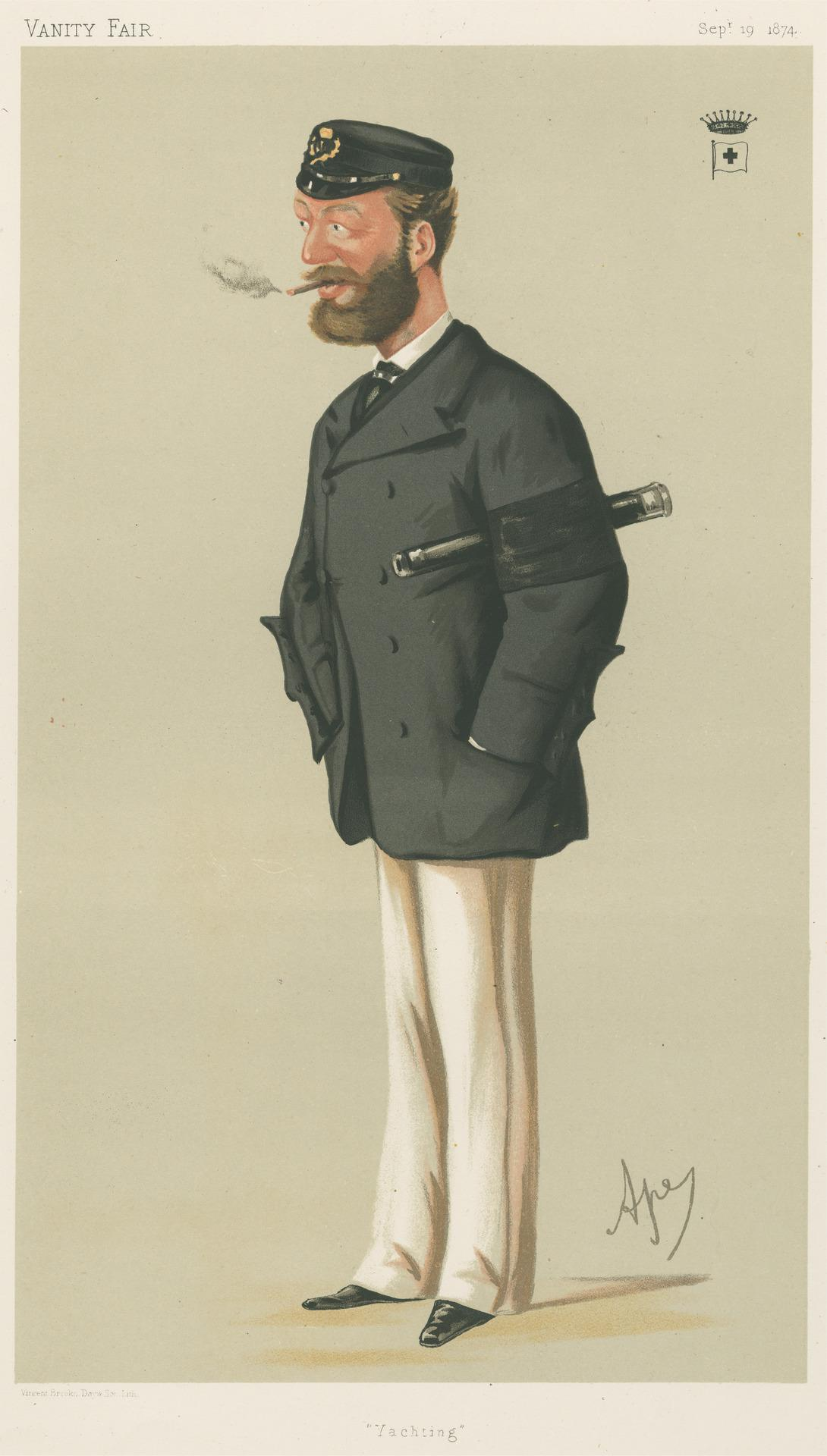
Edmund Batthyány auf einer Karikatur von Carlo Pellegrini aus der Zeitschrift Vanity Fair (1874)

Edmund Batthyány-Strattmann (ungarisch Batthyány-Strattmann Ödon; * 20. November 1826 in Mailand; † 29. Oktober 1914 in Körmend), mit vollem Namen Edmund Gustav von Batthyany-Strattmann, war ein Segelsportler aus der ungarischen Adelsfamilie Batthyány, der den größten Teil seines Lebens in England verbrachte. Von 1883 bis zu seinem Tod im Jahr 1914 war er der 6. Fürst von Batthyány-Strattmann. Da er kinderlos blieb, starb die erste fürstliche Linie der Familie nach 150 Jahren im Mannesstamm aus. Mit der Verleihung des Fürstentitels an Edmunds entfernten Cousin Ladislaus Batthyány-Strattmann durch Kaiser Franz Joseph I. im Jahr 1915 wurde die zweite fürstliche Linie begründet. Edmund war bereits zu Lebzeiten eine prominente Persönlichkeit in Europa und den Vereinigten Staaten. Er war auch bekannt als Edmund Gustavus, 6th Prince of Batthyány-Strattmann und als Edmond Gustave, Prince Batthyány, Comte de Strattmann, und wird im Stammbaum seiner Familie als Edmund I. gelistet. Eine von Carlo Pellegrini geschaffene Karikatur von Edmund wurde im Jahr 1874 in einer Ausgabe der Zeitschrift Vanity Fair veröffentlicht.

## Herkunft und Familie
Fürst Edmund entstammte dem alten und weit verzweigten ungarischen Magnatengeschlecht Batthyány, das zu den bedeutendsten Adelsfamilien der Habsburgermonarchie gehörte. Er war der älteste Sohn von Gustav, dem 5. Fürst Batthyány-Strattmann, und dessen Ehefrau Wilhelmine von Ahrenfeld, verwitwete Gräfin Ferdinand von Bubna und Littiz. Sein Ururgroßvater väterlicherseits, Ludwig Ernst Batthyány, war unter Maria Theresia ungarischer Hofkanzler und Palatin. Dessen Bruder Karl Josef Batthyány wurde in Anerkennung für seine Leistungen als General, Feldmarschall und Erzieher des späteren Kaisers Joseph II. 1763/64 in den Fürstenstand erhoben. Da er kinderlos blieb, ging der Titel auf die Nachkommen von Ludwig Ernst über. Edmunds Vater Gustav erbte den Fürstentitel 1870 von seinem kinderlosen Cousin zweiten Grades, Philip Batthyány-Strattmann.
Die Line der Edmund entstammte bestand aus den Nachkommen von Christoph II., dem älteren der beiden Söhne von Adam I. Batthyány, der für die Familie „als Stammvater im engeren Sinn“ gilt. Dieser Zweig der Familie war als fürstliche Linie, die Nachkommen von Christophs Bruder Paul I. als gräfliche Linie bekannt.
Edmund war der Neffe des Revolutionärs und Politikers Kasimir Batthyány, der während der Ungarischen Revolution 1848/49 unter Lajos Kossuth erster Außenminister Ungarns wurde.

## Leben und Wirken
Der spätere Fürst Batthyány-Strattmann wurde am 20. November 1826 in Mailand, der Hauptstadt des damaligen Königreiches Lombardo-Venetien, geboren. Sein Vater war dort als Offizier in einem Ulanenregiment und als Adjutant des Gouverneurs des Mailänder Territoriums tätig. Dort begann er auch ein außereheliches Verhältnis mit seiner späteren Ehefrau Wilhelmine von Ahrenfeld, aus der Edmund und sein jüngerer Bruder Gustav Emilian hervorgingen. Durch die 1828 vollzogenen Hochzeit der Eltern, wurden die Söhne nachträglich legitimiert. Wegen der politischen Instabilität während der Reformzeit in Ungarn zog die Familie in den 1830er-Jahren nach Großbritannien, wo sein Vater 1838 auch eingebürgert wurde. Sein Vater war ein großer Pferdeliebhaber und wurde erst Jockey und gründete 1843 schließlich sein eigenes Gestüt, mit dem er viele Rennen gewinnen und hohe Preisgelder erzielen konnte. 

Mit seiner Yacht Flying Cloud gewann Batthyány zahlreiche Wettbewerbe

Als erster Katholik in der Geschichte der Schule besuchte der junge Edmund Eton College, wo er bereits als Ruderer aktiv war. Nach dem Ende seiner Schullaufbahn begann er mit dem Segeln. Mit seiner Yacht mit dem Namen Flying Cloud (deutsch Fliegende Wolke) gewann er fast jedes Rennen, an dem er teilnahm. Als begeisterter Segler war er auch Mitglied des Royal Yacht Club. In den 1860er-Jahren versuchte er die Bekanntheit des Segelsports in Ungarn zu steigern und gründete zusammen mit anderen ungarischen Adligen den ersten Jachtclub des Landes. Im Jahre 1874 veröffentlichte das US-amerikanische Magazin Vanity Fair einen Bericht mit einer von Carlo Pellegrini geschaffenen Karikatur von Edmund Batthyány mit dem Titel „Yachting“ (deutsch Segeln). Laut diesem sei er seit seiner Jugend zum Engländer erzogen worden und habe bei der Verfolgung seiner Leidenschaft fast immer das beste Schiff der Klasse besessen, auf dem er Rennen fahren wollte.
Edmund Batthyány starb am 19. Oktober 1914 auf Schloss Körmend, dem Sitz der fürstlichen Linie der Familie in Westungarn. Er wurde in der Batthyány-Familiengruft unter der Basilika Mariä Heimsuchung in Güssing bestattet.

## Ehen und Erbfolge
Batthyány war zwei Mal verheiratet, beide Ehen blieben aber kinderlos. Am 14. Februar 1857 heiratete er Henrietta Mary Elisabeth Gumpel in der St James’s Church, Piccadilly. Sie war die Tochter eines aus Hamburg stammenden jüdischen Kaufmannes, der 1814 nach Manchester emigrierte. Edmund überschrieb seiner ersten Frau Herrschaft und Schloss Rechnitz. Henrietta starb 1893 im Alter von 73 Jahren auf Schloss Körmend.

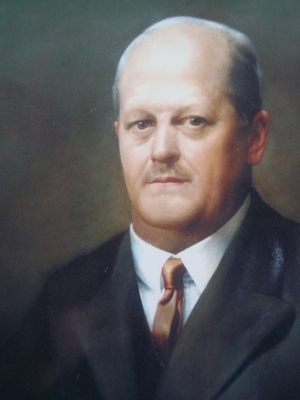
Edmunds entfernter Cousin Ladislaus Batthyány-Strattmann wurde 1915 durch Kaiser Franz Joseph I. zum 7. Fürst von Batthyány-Strattmann ernannt

Im Jahre 1902 heiratete der zu diesem Zeitpunkt bereits 75-jährige Fürst die erst 26 Jahre alte Amalie Holzmann, die Tochter eines Kaufmanns.
Da Edmund ohne natürlichen Erben blieb, und sein jüngerer Bruder Gustav Emilian bis zu seinem Tod 1906 unverheiratet und kinderlos blieb, starb die von erste fürstliche Linie der Familie Batthyány durch Edmunds Tod im Jahre 1914 aus. Gleichzeitig endete die sogenannte Christoph-Linie der Familie im Mannesstamm. Der erste Fürst, Karl Josef Batthyány, war ein Enkel von Christoph II. Batthyány, und sämtliche auf ihn folgenden Fürsten waren die Nachkommen seines jüngeren Bruders Ludwig Ernst. Durch die Verleihung der Fürstenwürde an Edmunds entfernten Cousin Ladislaus Batthyány-Strattmann durch Kaiser Franz Joseph I. wurde die zweite, bis heute bestehende, fürstliche Linie der Familie begründet. Ladislaus war der direkte Nachkomme von Paul I. Batthyány, des jüngeren Bruders von Christoph II.

## Auszeichnungen
- Kämmerer des österreichischen Kaisers in England
- Attaché an der Österreichischen Botschaft in London[15]